# Darío Pereyra
Alfonso Darío Pereyra Bueno (Montevideo, 1956. október 19. – ) uruguayi válogatott labdarúgó, hátvéd és edző.

## Pályafutása

### Klubcsapatban
1975 és 1977 között a Nacionalban játszott, melynek tagjaként 1977-ben bajnoki címet szerzett. Még abban az évben Brazíliába szerződött a São Paulo csapatához, ahol 1988-ig szerepelt. Két alkalommal (1977, 1986) szerzett bajnoki címet és négy alkalommal (1980, 1981, 1985, 1987) nyerte meg a Paulista állami bajnokságot. 1988-ban a Flamengo, 1989-ben a Palmeiras játékosa volt. 1990 és 1992 között a japán Matsushita Electricben játszott. 

### A válogatottban
1975 és 1986 között 32 alkalommal szerepelt az uruguayi válogatottban és 5 gólt szerzett. Részt vett és az 1975-ös Copa Américán és az 1986-os világbajnokságon.

### Edzőként
Segédedzőként dolgozott korábbi klubjánál a São Paulónál, amikor 1997-ben kinevezték az első csapat vezetőedzőjének. 1998-ban a Coritiba edzője volt. 1999-ben az Atlético Mineiróval állami bajnokságot nyert. 2000-ben a Guaranit edzette, majd 2001-ben a Corinthians edzőjeként megnyerte a São Paulo állami bajnokságot. Később dolgozott még a Paysandu (2003), a  Grêmio (2003), a Portuguesa (2004), az Arapongas (2012), a Vila Nova (2013) és az Águia de Marabá (2014) csapatánál.    

## Sikerei
Nacional
- Uruguayi bajnok (1): 1977

São Paulo FC
- Brazil bajnok (2): 1977, 1986
- Paulista bajnok (4): 1980, 1981, 1985, 1987